# Ферне-Вольтер
Ферне-Вольтер (фр. Ferney-Voltaire) — город и коммуна во Франции, в департаменте Эн, вблизи Юрских гор и границы со Швейцарией. Часть женевской конурбации.

## История

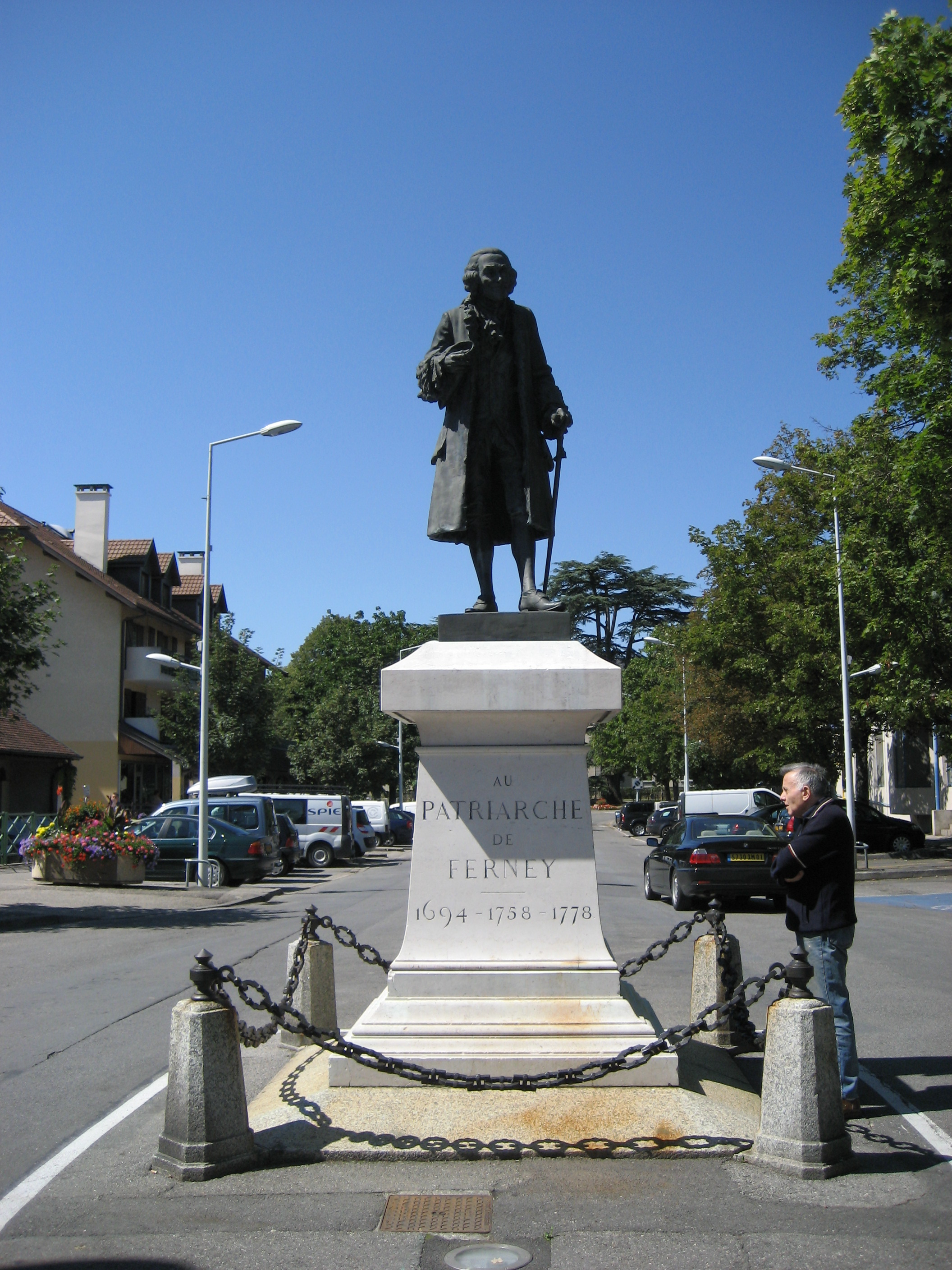
Памятник Вольтеру в Фернее (1890)

Впервые упоминается в бургундских документах XIV века под названием Fernex. Долгое время оставался ничем не примечательным селением, пока в 1759 году земля, на которой расположен Ферне, не была приобретена Вольтером. Покинув Женеву, разочаровавшую его строгостью кальвинистских нравов и начавшимися гонениями на театр, Вольтер искал поселение, где бы он мог наслаждаться уединением, быть в безопасности от французских и женевских властей и одновременно принимать гостей и показывать им свои пьесы. Ферне удовлетворял всем его требованиям.
После приобретения Ферне Вольтер изменил написание названия с Fernex на Ferney: по его мнению, в окрестностях было слишком много городов, чьи названия оканчивались на x. На протяжении около 20 лет он заботился о процветании своих владений: население возросло до 1000 человек, в Ферне поселились умелые ремесленники (главным образом гончары и часовщики), было возведено более сотни зданий, включая усадьбу и церковь. Вольтер полушутя называл себя «фернейским патриархом»; этот иронический титул стал его прозвищем. Он практически безвыездно прожил в Ферне до 1778 года, когда состоялось его триумфальное возвращение в Париж, где Вольтер и умер. Повседневную жизнь философа в Ферне и его домочадцев запечатлел в десятках своих работ швейцарский художник Жан Юбер. 
В 1878 году, когда отмечалось столетие смерти Вольтера, город был переименован в честь философа и приобрёл нынешнее название.
В настоящее время население города составляет около 7 000 человек. Ферне-Вольтер фактически является «иностранным пригородом» Женевы.

## Достопримечательности

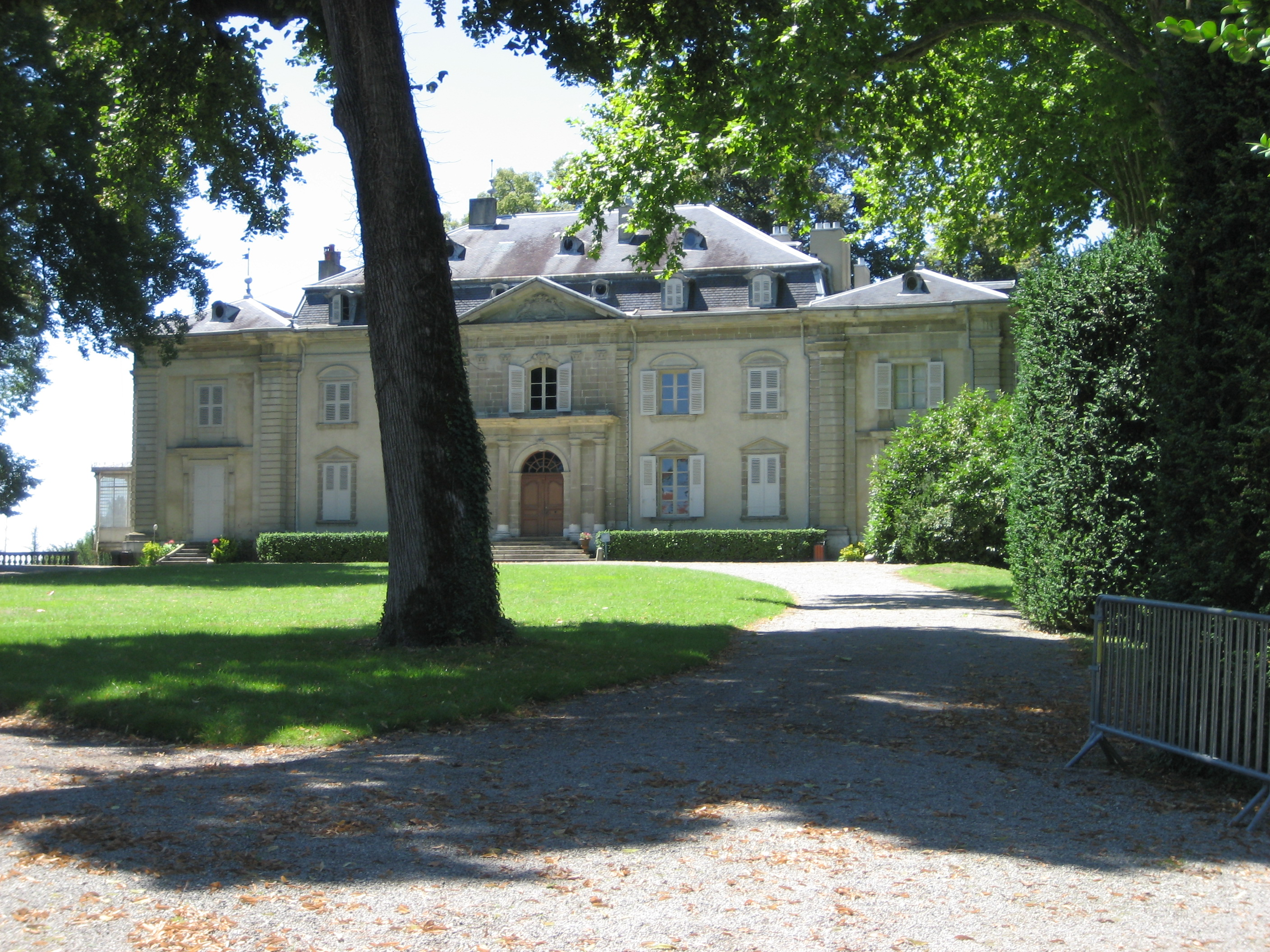
Усадьба Вольтера

Все городские достопримечательности связаны с именем Вольтера.
- Усадьба, построенная философом в 1758—1766 годах. В 1998 году приобретена государством, открыта для посещения с мая по сентябрь. Состоит из главного здания, где реконструирована комната Вольтера, хозяйственных построек, сада с видом на Альпы и церкви, вопреки католической традиции посвящённой непосредственно Богу. На ней значится надпись: «Для Бога воздвиг ВОЛЬТЕР» (лат. Deo erexit VOLTAIRE); имя Вольтера написано самыми крупными буквами.
- Дома ремесленников XVIII века, построенные по распоряжению Вольтера.
- Памятник Вольтеру, возведённый в 1890 году.

Ежегодно в Фернее торжественно отмечается день рождения Вольтера, проводятся праздничные мероприятия.